# Seydlitz (tàu tuần dương Đức)
Seydlitz là một tàu tuần dương hạng nặng được chế tạo cho Hải quân Đức Quốc xã trong Chiến tranh Thế giới thứ hai, là chiếc thứ tư thuộc lớp Admiral Hipper nhưng chưa bao giờ hoàn tất. Seydlitz được đặt lườn vào ngày 29 tháng 12 năm 1936 tại xưởng tàu Deschimag ở Bremen; và nó được hạ thủy vào ngày 19 tháng 1 năm 1939. Con tàu này được đặt theo tên của danh tướng Friedrich Wilhelm von Seydlitz - vị anh hùng Kỵ binh kiệt xuất của nước Phổ năm xưa. Chiến tranh Thế giới thứ hai bùng nổ, chiếc tàu tuần dương mới chỉ hoàn tất được hai phần ba. Liên Xô từng bày tỏ ý định muốn mua nó cùng với con tàu chị em Lützow vốn cũng chưa hoàn tất, nhưng yêu cầu này đã bị từ chối.
Do chương trình chế tạo Hải quân được chuyển sự ưu tiên sang việc đóng tàu ngầm, công việc đối với con tàu bị trì hoãn kéo dài. Đến tháng 8 năm 1942, khi đã hoàn tất được 90%, người ta quyết định cải biến nó thành một tàu sân bay. Việc này đòi hỏi phải tái cấu trúc một cách đáng kể, và sự khan hiếm nguyên vật liệu đã khiến mọi công việc phải ngừng lại vào tháng 1 năm 1943. Seydlitz được cho kéo đến Königsberg nơi nó bị đánh đắm vào ngày 10 tháng 4 năm 1945.
Sau chiến tranh, được Liên Xô cho nổi trở lại vào năm 1946, Seydlitz được kéo đến Leningrad, và dưới cái tên nguyên thủy (trong tiếng Nga là Зейдлиц), nó được đưa vào hạm đội Baltic với một kế hoạch sẽ hoàn tất nó cùng với tàu chị em Lützow, lúc này mang tên Tallinn. Tuy nhiên, dự án này bị hủy bỏ do những lý do về kinh tế, và nó bị tháo dỡ vào năm 1947.